# Fully Loaded

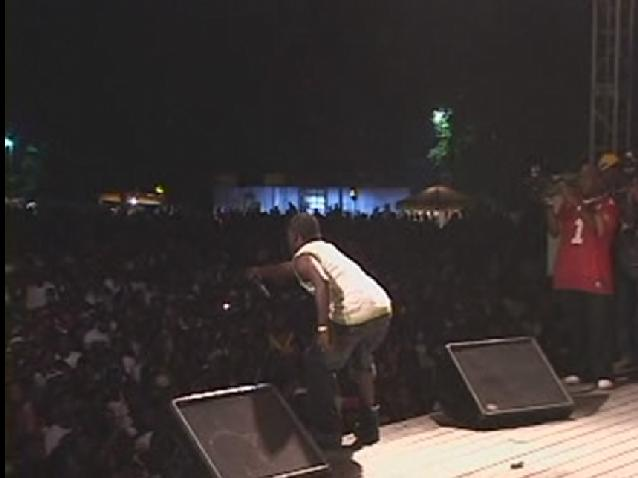
Auftritt von Predator 2008

Das Fully Loaded ist ein Dancehall-Open Air am James Bond Beach in Oracabessa, im Parish St. Mary auf Jamaika. Das Festival findet seit 1986 jedes Jahr zwischen Ende Juni und Anfang August statt. Es gilt als die größte Beach Party von Jamaika. Veranstalter ist die jamaikanische Konzertagentur Solid Agency. Es gehört zu den wichtigsten Veranstaltungen der Dancehall-Szene, vor allem für Newcomer, da sie dort die Chance haben, neben schon bekannten Größen aufzutreten, um dadurch mehr Beachtung zu erlangen.

## Konzept

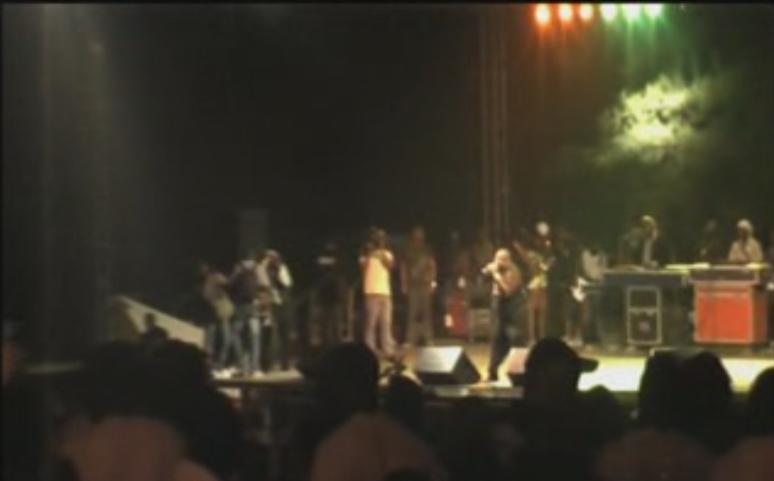
Soundsystem mit Deejay während eines Clashs 2008

Das Konzept der Veranstaltung ist gegenüber anderen Festivals ungewöhnlich. Es werden keine nacheinander stattfindenden Einzelkonzerte aufgeführt. Die Künstler treten vielmehr nacheinander in Form eines Deejay-Clashs (Battle) auf. Der größte Teil der Veranstaltung folgt dem Konzept des Open Mic. Dabei ist es nicht ungewöhnlich, dass mehrere bekannte Künstler der Dancehall-Szene gemeinsam auf der Bühne stehen. Das Festival beginnt in der Regel mit Auftritten von Newcomern. Diese werden im Laufe der Veranstaltung von bekannten Größen der Dancehall-Szene abgelöst. Das Festival endet dann mit einem oder mehreren großen Clashs zwischen aktuellen Größen des Dancehalls, die in Jamaika jährlich Aufsehen erregen. Bekannt ist z. B. der gemeinsame Auftritt von Buju Banton zusammen mit Elephant Man, Bounty Killer, Wayne Marshall und Vybz Kartel im Jahr 2004. Zwischendurch gibt es auch Soundclashs von Soundsystemen.

## Trivia

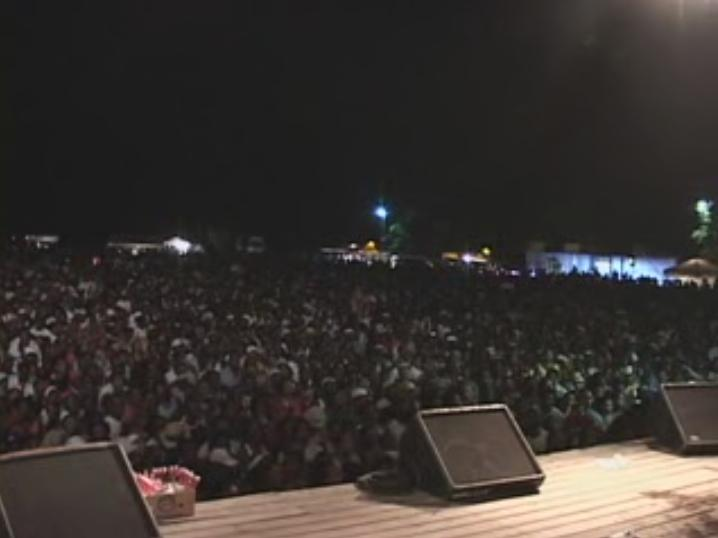
Blick von der Bühne

- Tony Matterhorn wird auch Mr. Fully Loaded genannt, weil er bekannt für seine Clashs auf dem Festival ist.
- Ein Highlight des Festivals stellt jedes Jahr die Darbietung des Beatboxers Doug E. Fresh dar.
- 1998 fiel der Deejay Vybz Kartel nach einer zu wilden Bühnenshow von der Bühne. Er blieb unverletzt.
- 2007 fand ungewöhnlicherweise kein Clash statt[3].
- 2008 wurde das Festival vorzeitig um 3,30h von der Polizei beendet.

## Bekannte Künstler mit wiederholten Auftritten
Beenie Man, Bling Dawg, Bounty Killer, Buju Banton, Burro Banton, Doug E. Fresh, Elephant Man, Fat Joe, Mavado, Papa San, Tony Matterhorn, Vybz Kartel, Wayne Marshall